# (7143) Haramura
(7143) Haramura est un astéroïde de la ceinture principale.

## Description
(7143) Haramura est un astéroïde de la ceinture principale. Il fut découvert le 17 novembre 1995 à Kiyosato par Satoru Ōtomo. Il présente une orbite caractérisée par un demi-grand axe de 3,09 UA, une excentricité de 0,16 et une inclinaison de 14,8° par rapport à l'écliptique.

## Compléments